# Pierre Leborgne de Boigne
 (janvier 2020).
Si vous disposez d'ouvrages ou d'articles de référence ou si vous connaissez des sites web de qualité traitant du thème abordé ici, merci de compléter l'article en donnant les références utiles à sa vérifiabilité et en les liant à la section « Notes et références ».
Pierre Leborgne de Boigne, né à Chambéry (duché de Savoie) le 8 mars 1762, mort le 1er mars 1832 à Paris, homme politique français, député de Saint-Domingue du 10 avril 1798 au 26 décembre 1799.

## Biographie

### Origines
Pierre Claude Joseph Leborgne est né le 8 mars 1762, à Chambéry, dans le duché de Savoie. Il est le fils de Jean-Baptiste Leborgne, un marchand de pelleteries de Chambéry, et de Hélène Gabet, issue d'une lignée de notaires. Son grand-père paternel, né à Burneuil en Picardie, s'était installé à Chambéry au début du XVIIIe siècle.
Il a pour frère notamment Benoît Leborgne dit de Boigne, général-comte. Pierre Leborgne ajoute, à la suite de son frère, le nom de de Boigne au sien.
Pierre Leborgne de Boigne épouse, en Alexandrine Foacier. Cette dernière est la fille d'Alexandre Foacier, écuyer, et de Jeanne Soufflot. Ils ont un fils, Pierre-Charles Benoit (né en 1808), qui prend le titre de baron de Boigne.

### Carrière
Entré jeune dans l'administration des colonies, il est nommé secrétaire de la commission envoyée à Saint-Domingue pour assurer la pacification en 1791 ; il y reste, comme agent central de l'administration, quand les commissaires, dont les pouvoirs avaient été contestés, revinrent en France. Leborgne signala son administration par la promulgation de la loi qui reconnaissait aux personnes noires des droits politiques en 1792 et à laquelle les planteurs et colons s'opposèrent. À l'arrivée à Saint-Domingue des nouveaux commissaires, il est envoyé à la Martinique avec Rochambeau, et participe activiement à la défense de cette île contre la flotte anglaise. En 1793, à peine rentré en France, il est arrêté comme girondin et incarcéré à la Conciergerie. Remis peu après en liberté, il est nommé commissaire-ordonnateur du corps expéditionnaire de Saint-Domingue (1796), aide Rigaud et Sonthonax dans leur mission.
Il se montre opposé au coup d'État du 18 Brumaire, ce qui entraîna la perte de sa place d'ordonnateur, et n'exerce plus de fonction publique jusqu'en 1813. Il est alors envoyé à l'Armée d'Allemagne et fait prisonnier.
Pierre Leborgne de Boigne meurt le 1er mars 1832, à Paris.

## Publications
- L'Ombre de la Gironde à la Convention nationale ou note sur ses assassins, par un détenu à la Conciergerie (Paris 1794);
- Essai de conciliation de l'Amérique et de la nécessité de l'union de cette partie du monde avec l'Europe (Paris 1817);
- Nouveau système de colonisation pour Saint-Domingue (id. 1817).

### Sources
- « Pierre Leborgne de Boigne », dans Adolphe Robert et Gaston Cougny, Dictionnaire des parlementaires français, Edgar Bourloton, 1889-1891 [détail de l’édition]